# Noreen Nash

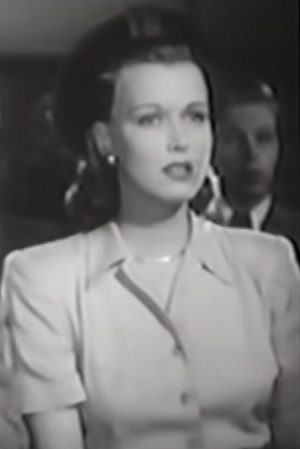
Noreen Nash (1947)

Noreen Nash (* 4. April 1924 in Wenatchee, Washington als Norabelle Jean Roth; † 6. Juni 2023) war eine US-amerikanische Schauspielerin, die von 1943 bis 1962 in über vierzig Filmen und Fernsehserien mitwirkte. Bekanntheit erlangte sie durch ihre Rollen in Film noir, Western sowie als Lona Lane im 1956 erschienenen Drama Giganten.

## Leben
Noreen Nash wurde 1924 als Norabelle Jean Roth in Wenatchee im Bundesstaat Washington geboren. Ihre Mutter war als Lehrerin tätig, ihr Vater besaß eine von Coca-Cola betriebene Flaschenabfüllanlage. Nashs Karriere begann 1942, als sie in ihrer Heimatstadt zur Apple Blossom Queen und somit zur Werbefigur einer in Wenatchee ansässigen Apfelmarke ernannt wurde. Im Rahmen einer anschließenden Werbetour in Hollywood entdeckte sie der für Metro-Goldwyn-Mayer tätige Talentagent Solly Biano. Hieraus entwickelte sich jedoch keine Zusammenarbeit. Erst durch einen für Bob Hope tätigen Talentagenten wurde Nash zu einem Vorsprechen bei Warner Brothers eingeladen. Ihre erste kleine Filmrolle hatte sie ein Jahr später in Girl Crazy. Zu Nashs Förderern gehörte die Schauspielerin Paulette Goddard. Ihren Künstlernamen erhielt sie in Anlehnung an den Schauspieler J. Carrol Naish.
Die erste größere Filmrolle erhielt Nash 1945 als Becky Devers in Der Mann aus dem Süden. Sie spielte im Verlauf ihrer Filmkarriere in mehreren Dutzend Filmen und Fernsehserien mit, darunter als Hauptdarstellerin in mehreren Film noirs, Western und B-Movies. 1953 war Nash die weibliche Hauptdarstellerin im Independent-Film Phantom from Space. Einen ihrer bekanntesten Filmauftritte abseits dieser Filme hatte sie 1956 in einer kleinen Nebenrolle als Filmstar Lola Lane in Giganten an der Seite von James Dean. Sie war außerdem 1952 in einer kurzen Traumsequenz in Wir sind gar nicht verheiratet zu sehen, wurde jedoch dort nicht im Abspann genannt.
Neben ihrer Filmkarriere war Noreen Nash auch als Gastdarstellerin in Fernsehserien zu sehen. Unter anderem verkörperte sie 1958 und 1959 die Rolle der Agatha Colton in zwei Folgen von Yancy Derringer. 1962 beendete Nash ihre Laufbahn als Schauspielerin. Nach ihrer Filmkarriere betätigte sie sich unter anderem als Autorin und veröffentlichte 1980 den Roman Love Fulfilled. 2012 war Nash als Interviewpartnerin in dem Dokumentarfilm Awakening World zu sehen, in dem neben ihr noch weitere Schauspieler aus verschiedenen Generationen auftraten.
Nash war von 1942 bis zu dessen Tod 1990 mit Dr. Lee Siegel verheiratet, der als Arzt bei 20th Century Fox tätig war und unter anderem auch Marilyn Monroe behandelte. Nash und Monroe kannten sich bereits seit einem gemeinsamen Fototermin im Jahr 1942. Siegel und Nash bekamen zwei Kinder. 2001 heiratete sie den Schauspieler James Whitmore, mit dem sie bis zu dessen Tod im Jahre 2009 zusammen blieb. Nash gehörte der Demokratischen Partei an und unterstützte deren Kandidaten Adlai Ewing Stevenson junior während der Präsidentschaftswahl 1952.

## Filmografie (Auswahl)
- 1943: Girl Crazy
- 1944: Meet the People
- 1944: Maisie Goes to Reno
- 1945: Der Mann aus dem Süden (The Southerner)
- 1946: Mit Pinsel und Degen (Monsieur Beaucaire)
- 1947: The Devil on Wheels
- 1947: The Big Fix
- 1947: Pauline, laß das Küssen sein (The Perils of Pauline)
- 1947: Der rote Teufel (The Red Stallion)
- 1948: The Tender Years
- 1948: Abenteuer auf Sizilien (Adventures of Casanova)
- 1948: Assigned to Danger
- 1948: The Checkered Coat
- 1950: Charlie’s Haunt
- 1950: Storm over Wyoming
- 1952: Aladdin and His Lamp
- 1952: Road Agent
- 1952: Wir sind gar nicht verheiratet (We’re Not Married!)
- 1953: Phantom from Space
- 1953: The Body Beautiful
- 1954: The Abbott and Costello Show (Fernsehserie, eine Folge)
- 1956: The Charles Farrell Show (Fernsehserie, sechs Folgen)
- 1956: Polizeibericht (Dragnet) (Fernsehserie, eine Folge)
- 1956: Giganten (Giants)
- 1958: Der Held mit der Maske (The Lone Ranger and the Lost City of Gold)
- 1958/1959: Yancy Derringer (Fernsehserie, zwei Folgen)
- 1959: 77 Sunset Strip (Fernsehserie, eine Folge)
- 1960: Unrasiert und fern der Heimat (Wake Me When It’s Over)